# Astochia nigrinus
Astochia nigrinus là một loài ruồi trong họ Asilidae. Astochia nigrinus được Ricardo miêu tả năm 1919. Loài này phân bố ở miền Ấn Độ - Mã Lai.